# Grabels
Grabels is een gemeente in het Franse departement Hérault (regio Occitanie). De plaats maakt deel uit van het arrondissement Montpellier. Grabels telde op 1 januari 2022 9.060 inwoners.

## Geografie
De oppervlakte van Grabels bedroeg op 1 januari 2022 16,24 vierkante kilometer; de bevolkingsdichtheid was toen 557,9 inwoners per km².

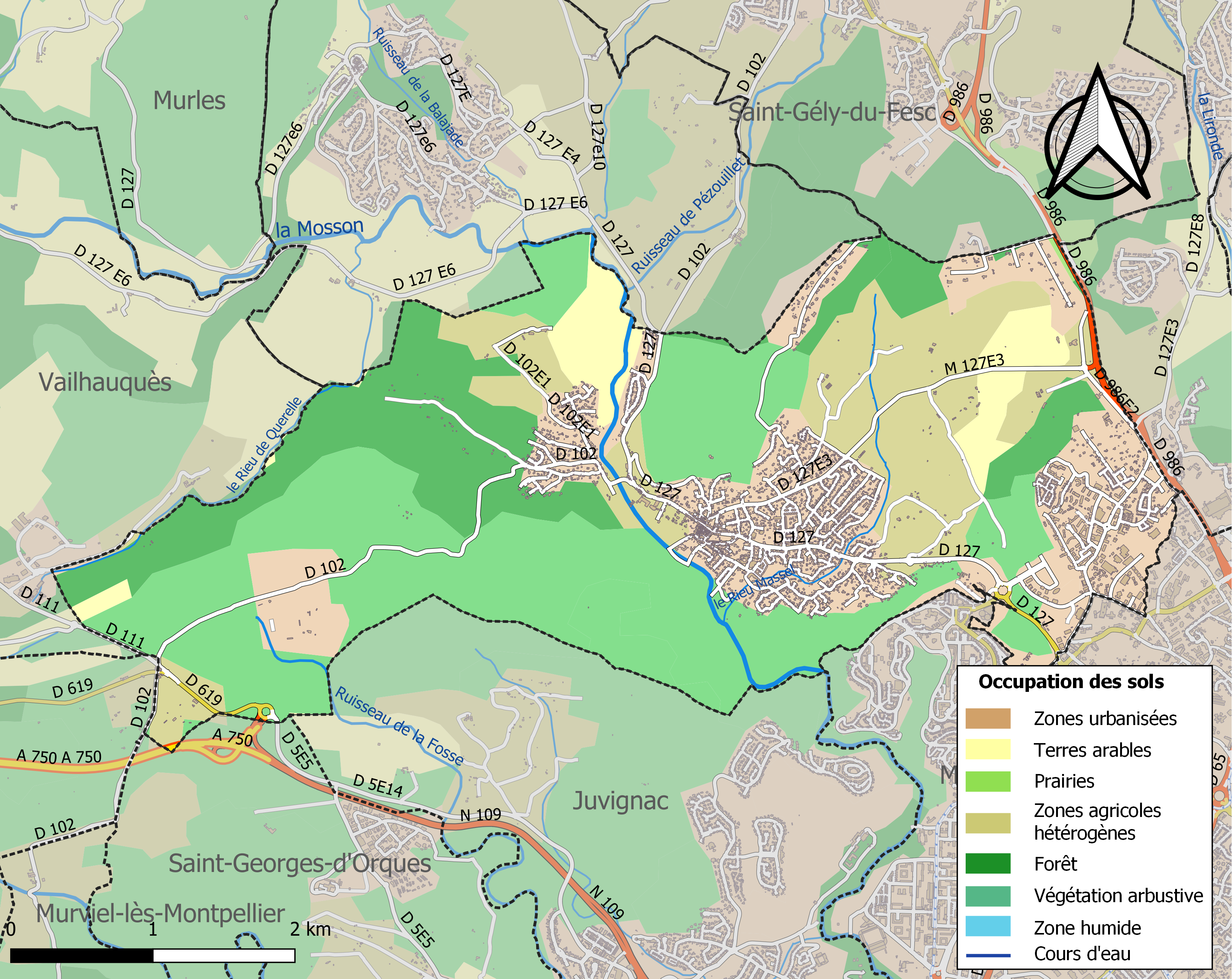
Kaart van de gemeente met belangrijkste infrastructuur, bodemgebruik en omliggende gemeenten

## Demografie
Onderstaande figuur toont het verloop van het inwonertal (bron: INSEE-tellingen).